# Flughafen Porbandar

i8
i11
i13
Der nur ca. 7 m hoch gelegene Flughafen Porbandar (englisch Porbandar Airport, IATA-Code: PBD, ICAO-Code: VAPR) ist ein zivil genutzter Flughafen ca. 4 km (Fahrtstrecke) östlich der Stadt Porbandar im nordwestdindischen Bundesstaat Gujarat. Teile des Geländes sind an die Indische Luftwaffe und an die Küstenwache abgetreten.

## Geschichte
Seit den 1960er Jahren erfolgte eine zivile Nutzung des Flugfelds auf Charterbasis. Das neue Terminalgebäude wurde im Jahr 2008 eingeweiht. 

## Verbindungen
Derzeit bestehen nur zwei nationale Verbindungen zu den Städten Ahmedabad und Mumbai.

## Sonstiges
- Betreiber des Flughafens ist die Airports Authority of India.
- Die Start- und Landebahn hat eine Länge von ca. 1350 m.